# Михайлов, Алексей Эдуардович
Алексей Эдуардович Михайлов (род. 21 июля 2001, Карабулак, Алматинская область) — казахстанский футболист, нападающий клуба «Мактаарал».

## Клубная карьера
Футбольную карьеру начинал в 2018 году в составе клуба «Жетысу М» во второй лиге. 19 апреля 2021 года в матче против клуба «Ордабасы» дебютировал в казахстанской Премьер-лиге (0:4), выйдя на замену на 76-й минуте вместо Артёма Дмитриева. 10 июля 2021 года в матче против клуба «Кайрат» дебютировал в кубке Казахстана (0:1), выйдя на замену на 79-й минуте вместо Рауля Джалилова.

## Клубная статистика
| Игровая карьера | Игровая карьера | Игровая карьера | Лига | Лига | Кубок | Кубок | Межд. | Межд. | Др. | Др. |
| --------------- | --------------- | --------------- | ---- | ---- | ----- | ----- | ----- | ----- | --- | --- |
| 2018            | Жетысу М        | В               | 10   | 1    | —     | —     | —     | —     | —   | —   |
| 2019            | Жетысу М        | В               | 21   | 5    | —     | —     | —     | —     | —   | —   |
| 2020            | Жетысу Б        | Б               | 7    | 0    | —     | —     | —     | —     | —   | —   |
| 2021            | Жетысу          | А               | 7    | 0    | 4     | 1     | —     | —     | —   | —   |
| 2021            | Жетысу М        | В               | 20   | 16   | —     | —     | —     | —     | —   | —   |
| 2022            | Жетысу          | Б               | 5    | 0    | 3     | 2     | —     | —     | —   | —   |
| 2022            | Жетысу М        | В               | 3    | 1    | —     | —     | —     | —     | —   | —   |